# Kai-Riin Saluste
Kai-Riin Saluste (* 23. November 1983) ist eine estnische Badmintonspielerin.

## Karriere
Kai-Riin Saluste wurde in Estland viermal Juniorenmeisterin. 2003 gewann sie ihren ersten Titel bei den Erwachsenen, gefolgt von einem weiteren Sieg 2007. 2001 nahm sie an den Badminton-Weltmeisterschaften teil. 2004, 2005 und 2006 gewann sie Silber bei den europäischen Hochschulmeisterschaften. 2007 nahm sie an der Sommer-Universiade teil. 2001 siegte sie bei den Estonian International, 2002 bei den Lithuanian International und 2005 bei den Riga International.

## Sportliche Erfolge
| Saison | Veranstaltung                               | Disziplin   | Platz | Name                                                 |
| ------ | ------------------------------------------- | ----------- | ----- | ---------------------------------------------------- |
| 2000   | Estland: Einzelmeisterschaften der Junioren | Mixed       | 1     | Andres Aru / Kai-Riin Saluste                        |
| 2001   | Estland: Einzelmeisterschaften der Junioren | Damendoppel | 1     | Kati Tolmoff / Kai-Riin Saluste                      |
| 2001   | Estonian International                      | Damendoppel | 1     | Kai-Riin Saluste / Anastassija Wladimirowna Russkich |
| 2002   | Estland: Einzelmeisterschaften der Junioren | Mixed       | 1     | Toomas Erik / Kai-Riin Saluste                       |
| 2003   | Estland: Einzelmeisterschaften              | Damendoppel | 1     | Kati Tolmoff / Kai-Riin Saluste                      |
| 2005   | Lettland: Internationale Meisterschaften    | Damendoppel | 1     | Kati Tolmoff / Kai-Riin Saluste                      |
| 2007   | Estland: Einzelmeisterschaften              | Damendoppel | 1     | Helen Reino / Kai-Riin Saluste                       |

## Referenzen
- http://bwf.tournamentsoftware.com/profile/biography.aspx?id=2C62CD17-9367-46F0-8F7C-4485D7F9231C

| Personendaten    | Personendaten                |
| ---------------- | ---------------------------- |
| NAME             | Saluste, Kai-Riin            |
| KURZBESCHREIBUNG | estnische Badmintonspielerin |
| GEBURTSDATUM     | 23. November 1983            |